# Radikal 31
Das Radikal 31 mit der Bedeutung „Zaun:Umrandung“ ist eines von 31 traditionellen Radikalen der chinesischen Schrift, die aus drei Strichen bestehen.
In Mathews’ Chinese-English Dictionary kommt es relativ häufig vor.

## Schriftzeichenverbindungen, die vom Radikal 31 regiert werden
| Striche | Zeichen                                                        |
| ------- | -------------------------------------------------------------- |
| +0      | 囗                                                             |
| +02     | 囙 囚 四 囜                                                    |
| +03     | 囝 回 囟 因 囡 团 団                                           |
| +04     | 囤 囥 囦 囧 囨 囩 囪 囫 囬 园 囮 囯 困 囱 囲 図 围 囵 囶 囷 囸 |
| +05     | 囹 固 囻 囼 国 图                                              |
| +06     | 囿 圀                                                          |
| +07     | 圁 圂 圃 圄 圅 圆                                              |
| +08     | 圇 圈 圉 圊 國                                                 |
| +09     | 圌 圍 圎 圏 圐                                                 |
| +10     | 圑 園 圓 圔 圕                                                 |
| +11     | 圖 圗 團 圙                                                    |
| +12     | 圚                                                             |
| +13     | 圛 圜                                                          |
| +19     | 圝                                                             |
| +23     | 圞                                                             |

 Im Unicodeblock Kangxi-Radikale ist das Radikal 31 unter der Codepointnummer 12.062 (U+2F1E) codiert.